# Zane Beadles
Zane Dae Beadles (Casper, 19 novembre 1986) è un ex giocatore di football americano statunitense che ha giocato nel ruolo di offensive guard per i Denver Broncos, i Jacksonville Jaguars, i San Francisco 49ers e gli Atlanta Falcons,  della National Football League (NFL). Fu scelto nel corso del secondo giro (45º assoluto) del Draft NFL 2010 dai Broncos. Al college ha giocato a football all’Università dello Utah venendo premiato come All-American.

## Carriera professionistica

### Denver Broncos
Considerato uno dei miglior uomini della linea difensiva selezionabili nel Draft 2010, Beadles fu scelto nel secondo giro dai Denver Broncos. Nella sua stagione da rookie disputò tutte le 16 partite, 14 delle quali come titolare. Nelle due stagioni successive giocò sempre tutte le gare della stagione come titolare e alla fine della stagione 2012 fu convocato per il suo primo Pro Bowl.
Nella stagione 2013, Beadles partì come titolare nel Super Bowl XLVIII contro i Seattle Seahawks, con i Broncos che furono battuti in maniera nettissima per 43-8.

### Jacksonville Jaguars
L'11 marzo 2014, Beadles firmò coi Jacksonville Jaguars un contratto quinquennale del valore di 30 milioni di dollari, 13 milioni dei quali garantiti.

### San Francisco 49ers
Il 22 marzo 2016, Beadles si legò ai San Francisco 49ers con un contratto triennale. Giocò le stagioni 2016 e 2017 come titolare.

### Atlanta Falcons
Il 30 ottobre 2018, Beadles firmò con gli Atlanta Falcons, per i quali giocò 6 partite da titolare.
Il 10 giugno 2019 annunciò il suo ritiro.

## Palmarès

### Franchigia
- American Football Conference Championship: 1

Denver Broncos: 2013

### Individuale
- Convocazioni al Pro Bowl: 1

2012